# Kris Kross
Kris Kross (созвучно выражению англ. criss-cross; с англ. — «крест-накрест») — подростковый рэп-дуэт, период наибольшей популярности и деятельности которого пришёлся на 1990—1997 годы. Также они выступали на разогреве в туре Майкла Джексона. Из всех их композиций наиболее известен хит 1992 года «Jump» (8 недель на 1-м месте в Billboard Hot 100). Участники группы, уроженцы Атланты Крис «Mac Daddy» Келли (11 августа 1978, Атланта — 1 мая 2013, Атланта) и Крис «Daddy Mac» Смит (род. 10 января 1979 года, Атланта) также запомнились тем, что на сцене и в клипах носили одежду задом наперёд.
История дуэта берёт своё начало в 1991 году, когда их заметил известный продюсер Jermaine Dupri. Вследствие чего ребята заключили контракт с Нью- Йоркским лейблом «Ruffhouse», который, кстати, являлся «родным домом» известного рэпера Tim Dog, а также многих других. Дебютный альбом рэп-дуэта «Kris Kross» под названием «Totally Krossed Out» вышел в 1992 году и был распродан рекордным тиражом, который составлял свыше четырёх миллионов копий. Год спустя дуэт выпускает альбом «Da Bomb», который не пользовался таким успехом, который им принес дебют, даже несмотря на то, что сингл «Tonight’s Tha Night» был замечен в различных чартах. Рэп-дуэт «Kris Kross» закончил свою столь непродолжительную карьеру в 1997 году, выпустив последний в своей дискографии альбом «Young, Rich & Dangerou$».
Становились лицом рекламной кампании напитка «Sprite».
1 мая 2013 года примерно в первой половине дня 34-летний Крис Келли был доставлен в больницу (Атланта, штат Джорджия), где через полчаса скончался. Официальная причина смерти: передозировка кокаина и героина.

## Альбомы
| Год                                                               | Альбом                                             | Высшая точка в чартах | Высшая точка в чартах | Высшая точка в чартах | Высшая точка в чартах | Высшая точка в чартах | Высшая точка в чартах | RIAA              |
| Год                                                               | Альбом                                             | US                    | US R&B                | UK                    | AUS                   | SWE                   | AUT                   | RIAA              |
| ----------------------------------------------------------------- | -------------------------------------------------- | --------------------- | --------------------- | --------------------- | --------------------- | --------------------- | --------------------- | ----------------- |
| 1992                                                              | Totally Krossed Out - Выпущен 17 марта 1992 г.     | 1                     | 1                     | 31                    | 7                     | 30                    | 33                    | 4× Multi-Platinum |
| 1993                                                              | Da Bomb - Выпущен 3 августа 1993 г.                | 13                    | 2                     | —                     | —                     | —                     | —                     | Platinum          |
| 1996                                                              | Young, Rich & Dangerous - Выпущен 9 января 1996 г. | 15                    | 2                     | —                     | —                     | —                     | —                     | Gold              |
| «—» означает, что альбом не превзошёл ожидания или был не выпущен |                                                    |                       |                       |                       |                       |                       |                       |                   |